# Teodor IV (prawosławny patriarcha Antiochii)
Teodor IV – prawosławny patriarcha Antiochii w latach 1185–1199. Podobnie jak jego poprzednicy przebywał na wygnaniu.